# Індіанська флейта
Індіанська флейта — це музичний інструмент і флейта, яку тримають перед собою під час гри. Вона має відкриті отвори для пальців і дві камери: одну для збирання подиху гравця, а іншу — для створення звуку. Гравець дмухає в один кінець флейти без потреби формувати спеціальну позицію губ (амбушур). Блок на зовнішній частині інструмента спрямовує подих гравця з першої камери — так званої камери повільного повітря — до другої камери, яка називається звуковою. Конструкція звукового отвору на ближньому кінці звукової камери змушує повітря з подиху гравця вібрувати. Ця вібрація спричиняє стійкий резонанс тиску повітря у звуковій камері, що й створює звук.
Індіанські флейти мають широкий спектр дизайнів, розмірів і варіацій — значно більш різноманітні, ніж більшість інших класів дерев'яних духових інструментів.